# Cerekiew (województwo mazowieckie)

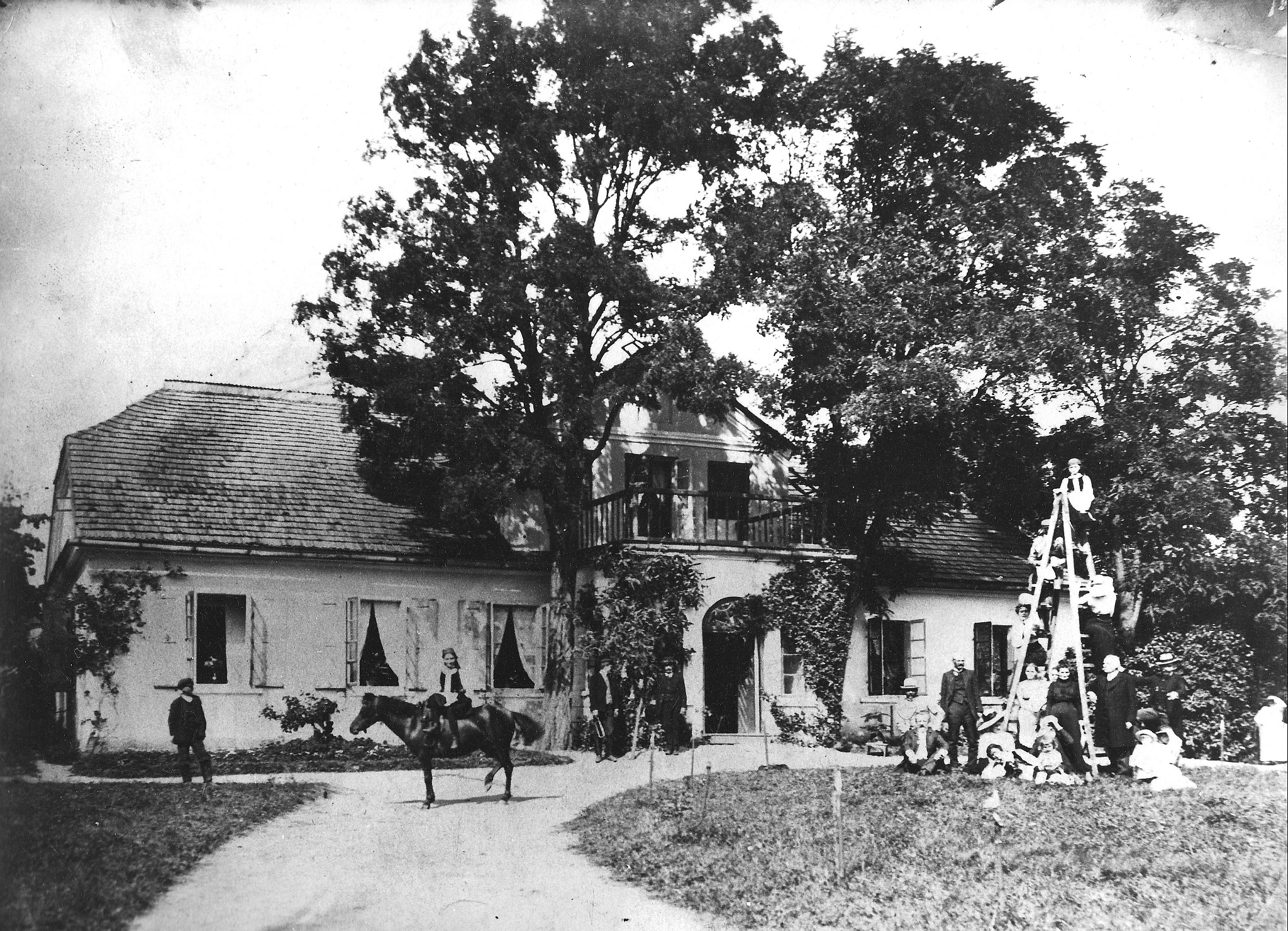
Nieistniejący już dworek rodu Wietrzykowskich z Cerekwi około 1887 roku

Cerekiew – wieś w Polsce położona w województwie mazowieckim, w powiecie radomskim, w gminie Zakrzew.
W skład sołectwa Cerekiew - Zdziechów wchodzą wsie Cerekiew i Zdziechów. W 2023 sołectwo liczy 1106 mieszkańców.
W latach 1954–1972 wieś należała i była siedzibą władz gromady Cerekiew. W latach 1975–1998 miejscowość administracyjnie należała do województwa radomskiego.
15 marca 1984 część wsi (11,01 ha) włączono do Radomia.
Wieś jest siedzibą rzymskokatolickiej parafii św. Stanisława.

## Historia
Cerekiew jest jedną z najstarszych wsi podradomskich. Pierwsze wzmianki o niej, pochodzą z XII wieku. Cerekiew otrzymała średzkie prawa miejskie od księcia Bolesława  Wstydliwego. Lokowana na prawie magdeburskim przez króla Władysława Łokietka w 1326 roku.
Właścicielem wsi i fundatorem murowanego kościoła był Mikołaj Dzik herbu Doliwa, wojski radomski.
W XIX w. właścicielem wsi oraz dworku położonego na wzniesieniu położonym na północ od kościoła został Stefan Wietrzykowski h. Korab.

## Prace archeologiczne
Na terenie miejscowość były przeprowadzone dwukrotnie wykopaliska archeologiczne. Pierwsze praca odbyły się w 1965 r. w obrębie ówczesnej żwirowni. Obecnie jest to część Radomia, choć same prace zostały opisane jako odbywające się na terenie wsi Cerekiew. Podczas pierwszych prac odkryto wczesnośredniowieczny cmentarz z 10 jamami grobowymi w dwóch rzędach. 

## Zabudowa
Wieś ma układ szeregówki, a w okolicach dwu stawów hodowlanych swój początek bierze rzeka Cerekwianka. Znajduje się w niej zabytkowy kościół a także  szkoła podstawowa, edukująca mieszkające tu dzieci i pobliskich Zatopolic, Milejowic, oraz Zdziechowa.
W lipcu 2006 otworzono centrum wsi Cerekiew, na którym jest plac zabaw dla dzieci.